# Acacia polyacantha
Acacia polyacantha är en ärtväxtart som beskrevs av Carl Ludwig von Willdenow. Acacia polyacantha ingår i släktet akacior, och familjen ärtväxter.

## Underarter
Arten delas in i följande underarter:
- A. p. campylacantha
- A. p. polyacantha

## Bildgalleri

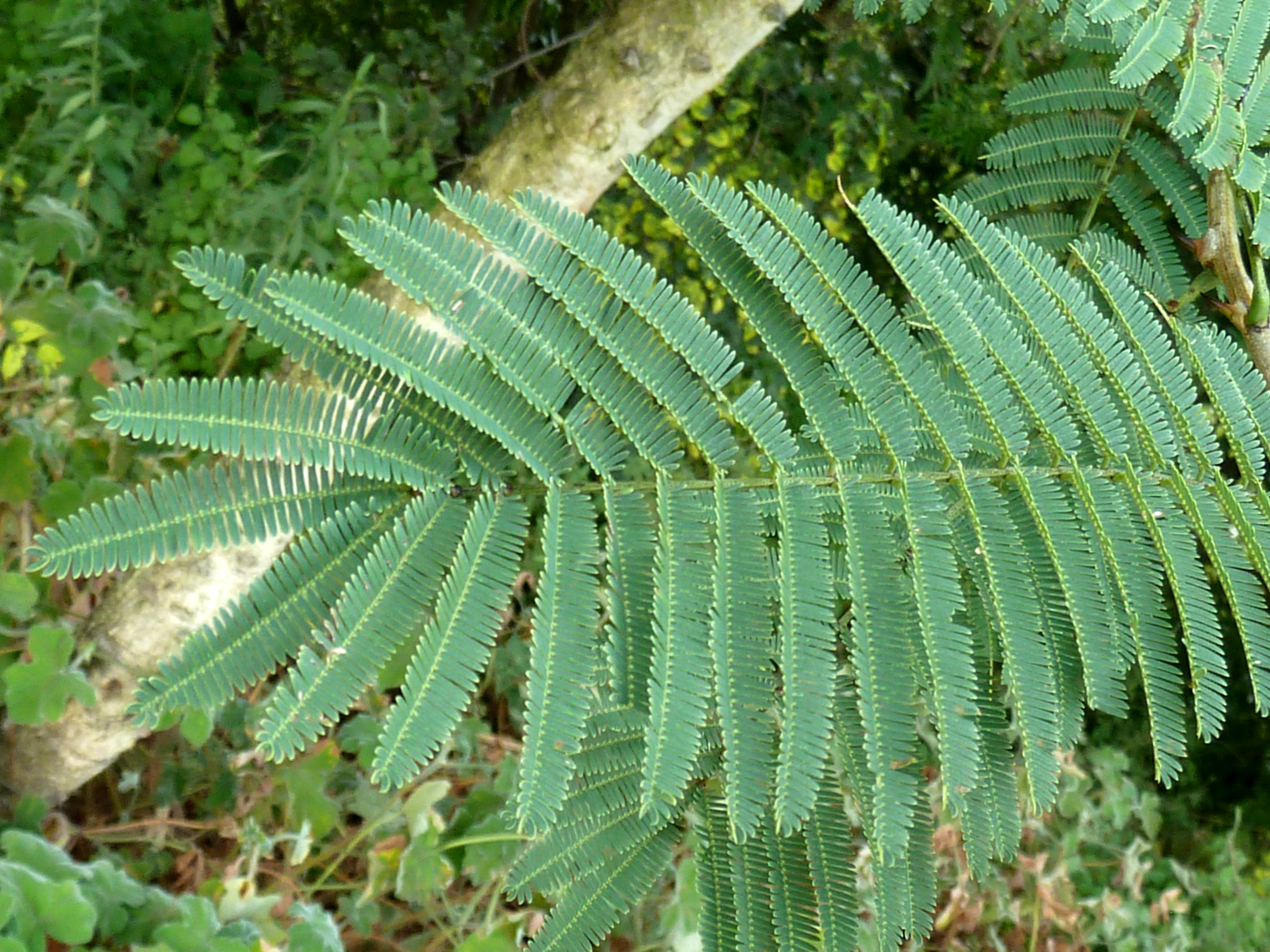